# Славянский Орфей (драма)
Славянский Орфей (1992) — драма сербского писателя Зорана Стефановича, в которой древний балканский миф интерпретируется на языке геополитики, словенских обрядов и научной фантазии.
Спектакль, принятый критиками и зрителями, является одним из основателей постъюгославской драматургии и театра в Сербии и Северной Македонии.

## Персонажи
- Орфей, но и «Аполлон» и поводырь-предвестник;
- Дионис, но и «Зевс», Аристей-змея и «Аид»;
- Эвридика, но и «Гера»;
- Аполлон
- Лахесис, богиня судьбы
- Атропос, богиня судьбы
- Клото, богиня судьбы
- Пан, но и «Кербер»;
- Сивилла;
- Менада-безумная;
- Нимфы и сатиры, которые также являются «богами», «богинями», «богинями судьбы», «мертвыми душами» и новобранцами.

## Базовые информации
Театральная премьера была показана в Македонии Национальным театром «Антон Панов», г. Струмица (1992), а радио-спектакль в Сербии — Драматической программой Радио Белграда (2002).
Постановка пьесы «Славянский Орфей» в постановке Горана Тренчовского (1992) является одной из основателей постъюгославской драматургии и театра в Македонии и Сербии.
Драма была положительно оценена отечественными и зарубежными критиками, она также вошла в зарубежные энциклопедии и в истории драмы и театра. Она не один раз была опубликована в печатном и электронном виде, а запись македонской пьесы транслировалась примерно двадцать раз через спутник в 21-м веке.
Переводы: македонский (1992), английский (2002), украинский (2010) и русский (2011).
Адаптация комического сериала была выставлена на комических выставках Зораном Туцичом и Вуядином Радовановичом.

## Награды и признания
- 1992 год: премия «Йосип Колунджич» за лучшую драму на факультете драматического искусства в периоде 1991—1992 гг.
- 1992: Македонский спектакль был включен в официальный отбор Белграда БИТЕФ театра, но Министерство культуры Македонии запретило посещение в Белграде на основании эмбарго ООН на Югославию (включая культуру).
- 1993: Журнал «Экран», Скопье. Пьеса театра Струмица была номинирована на лучшую пьесу в Республике Македонии в 1992 году.
- 2002: Сербская радиоверсия номинирована на «Prix Europa» в Берлине.
- 2010: Итальянская энциклопедия «Де Агостини» включила Стефановича в число четырех самых важных сербских драматургов в пост-югославском периоде из-за «Славянского Орфея».
- В 2012 году в Македонии стало издаваться театральное издание «Славянский Орфей», в котором на данный момент опубликованы книги Боро Драшковича, Сашко Насева, Горана Тренчовского и Зорана Стефановича.

## Из обзоров «Славянского Орфея»
- Удачный симбиоз древнего мифа и опыта современных СМИ. — Гойко Божович, ежедневная газета «Победа», Подгорица 1992[6].
- Драматический текст Зорана Стефановича […] имеет несколько необычных особенностей […] История славянского Орфея […] также может быть прочитана как тщательное этнографическое исследование славянской религии Веселина Чайкановича, и как политический очерк о нынешнем, так называемым новым порядке, но также и как любой американский научно-фантастический комикс Френка Милера. — Петар Груйичич, ежедневник Борба, Белград, 1992[7].
- Что отличает Стефановича как независимого автора, что является залогом его подлинности, […] это его грубость, горечь, летальность, прямая провокация. Это объясняется не его возрастом, но, похоже, наследием насилия варваров-гениев, остатком настоящего художественного восстания, характерного для этой части Балкана. Это сочетание среднеевропейского мышления о мире и жестокости, сказал бы Мицич «дикого», духа и импульса, теперь темный, теперь грубый, — это особенность писателя Стефановича. — Дубравка Кнежевич, послесловие к книге «Славянский Орфей и другие пьесы», Белград, 1995[8].
- [Автор] приносит для местной театральной рутины нетипичное (читай нереалистичное) экспериментирование, вымысел и гротескно-склонную чувствительность, которая очаровывает стратификацией и множеством уровней смысла. — Илья Бакич, журнал «Време», Белград, 1995 год[9].
- [Очевидно] существование многослойного интеллектуального дискурса, особой театральной эстетики, а также имитация традиции, которая была самой требовательной в истории театра. — Петар Груйичич, рецензия на книгу «Славянский Орфей и другие пьесы», Белград, 1995[10].
- Поэтика Зорана Стефановича совершенно разнородна в нашем литературном пространстве. […] Он не рисует, он формирует. Он не берет слишком много от реальности, поэтому даже то, что он заимствует из нее, служит ему материалом для поиска сущности людей и явлений. — Владимир Стаменкович, рецензия на рукопись книги «Славянский Орфей и дружба драмы», 1995)[11].
- Стефанович умело использует изобразительные метафоры, но также и явную иронию, чтобы донести до читателя скрытую сущность его пьес. […] Он создает многогранную и плотную рукопись, которая вполне суверенно выживает за пределами театральной сцены. Единственным парадоксом такого рода является тот факт, что, несмотря на свои несомненные возможности, пьесы Стефановича по сей день более правильно «читаются» за рубежом, чем в Сербии. — Душан Видакович, журнал Ваљевац, г. Валево 1995[12].
- Первое, что […] бросается в глаза, — это большое лингвистическое мастерство […] Стефанович пишет на сочном, игривом сербском языке, которому придает особый шарм сочетание древней лексики и синтаксиса, а также современных […] выражений. Возможно, самая большая ценность пьес Стефановича заключается в том, насколько легко их действия развиваются на разных уровнях: они просто скользят и неотразимо тянут нас вперед. — Иван Вукович, журнал Погледи, Крагуевац 1995[13].
- Нетрудно найти параллели с сегодняшними обстоятельствами на Балканах и в мире в целом […], и все [в драме] дано в одной остроумной и очень интересной проекции. — Ранко Бурич, ежедневная газета «Политика», Белград, 2002 год[14].